# Pazo de Montecelo

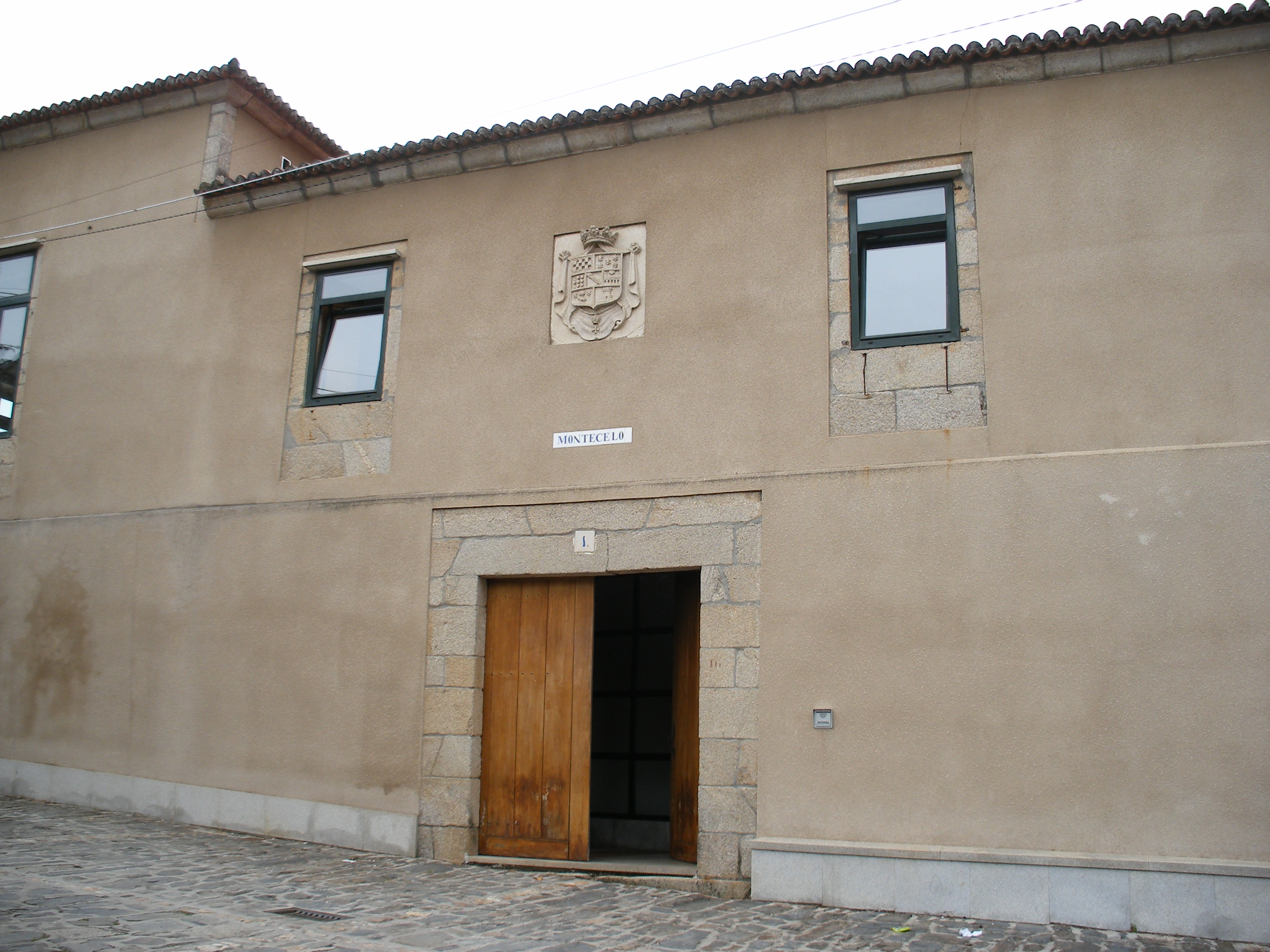
Pazo de Montecelo.

El pazo de Montecelo es un pazo gallego situado en el término municipal de Paderne, en La Coruña (España).

## Descripción
Frente a la iglesia parroquial de San Pantaleon das Viñas y separado de ella por el Camino inglés (Camino de Santiago) que desde Ferrol se dirige a Santiago de Compostela, se alza el edificio del pazo de Montecelo. En su fachada principal, que da al camino, destaca un cuerpo más elevado que el resto, lo que parece ser el recuerdo de una torre, con un gran ventanal que correspondía al gran salón noble. Los huecos y ventanas están recercados con piedra de cantería que se utiliza, además, para reforzar los esquinales y para la cornisa moldurada que corre a lo largo de todo el tejado, dando todo ello un cierto empaque al exterior del edificio, si bien se muestra bastante sobrio al carecer de otros alardes ornamentales. Encima del portalón de entrada y entre dos ventanas campea un primoroso escudo heráldico con las armas de sus antiguos propietarios magníficamente labradas en piedra.
Traspasando la puerta de entrada, cuyo dintel está reforzado con un arco rebajado interior, se accede al patio en el que destaca por su porte y dimensiones (ya que ocupa casi la totalidad de ese espacio) su impresionante escalera de granito y baranda de fundición que da acceso a un corredor o balcón que, apoyado en monumentales canecillos o ménsulas con molduras, rodea todo ese patio dando servicio a las dependencias del piso alto. La parte posterior del edificio está constituida por otra especie de torre de considerables dimensiones y con un segundo piso que se eleva sobre el resto y que presenta una galería trasera que da vista sobre el jardín. Este está cerrado por altos muros de mampostería y contiene abundantes camelias y otros árboles poco comunes, entre los que destaca un tejo perfectamente recortado en forma cilíndrica, otro conjunto de tejos que forma una cúpula vegetal sobre una mesa de piedra con sus bancos y una exótica especie de araucaria.
Dentro del conjunto de este jardín cabría destacar, contiguo a un enorme pozo con brocal de piedra y con un pilón a cada lado, la existencia de un jardín francés a base de boj recortado, construido en un espacio de unos 500 m² y delimitado por el edificio que forma un ángulo o escuadra. Está formado por seis parterres simétricos, con un punto focal central y un cenador o pérgola (hoy desaparecida) en uno de sus extremos y rematado en el otro extremo por los escudos heráldicos de los propietarios. De los seis parterres, los dos centrales son simétricos y con un diseño complejo, de estilo que recupera los de “broderie” del barroco; los cuatro de las esquinas son todos distintos y mucho más lineales que los anteriores. Este jardín, que se divisa desde un balcón de piedra sobre ménsulas similares a las del patio, se dice que habría sido diseñado muy probablemente por el mismo jardinero francés que diseñó el conocido jardín del pazo de Mariñán, aunque este más modesto y sin tantas pretensiones. El hecho de la posible coincidencia de su autor no sería de extrañar si se tiene en cuenta que uno de los dos escudos heráldicos que adornan este jardín de Montecelo coincide exactamente con uno de los que se pueden ver en Mariñán; es el que aquí lleva una cartela con el nombre de “AURELIA” reproduciendo el otro, que lleva el nombre de “PACO”, el escudo de la fachada del edificio. Y es que un propietario de Montecelo, Francisco Bermúdez de Castro y Mosquera, se casó con la que era propietaria de Mariñán, Aurelia Suárez de Deza y Tineo. Pero quizá sea más exacto decir que el dieciochesco jardín de Mariñán sirvió de modelo al de Montecelo realizado en tiempos de quienes dejaron plasmadas sus armas en el mismo, a finales del siglo XIX.

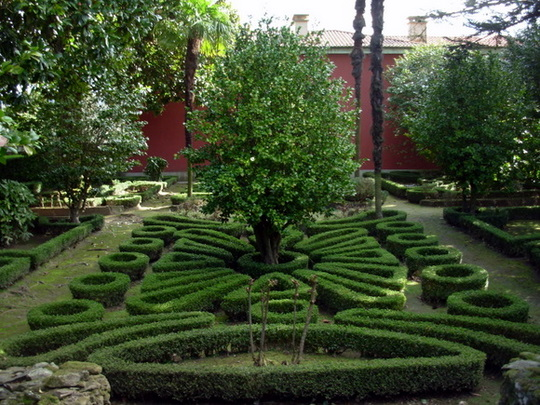
Parte del jardín francés

Desde el extremo posterior del jardín y por medio de una escalera de piedra de doble brazo se salva, mediante un pequeño puente formado por grandes losas de piedra, un camino vecinal y se llega a otro espacio más elevado y amurallado que ocupa la zona más alta del castro prehistórico de Montecelo y que por ello goza de unas espléndidas vistas sobre la ría de Betanzos. Este mirador es a su vez divisable e identificable desde puntos muy distantes de él debido a que tiene plantado un pequeño bosque de altísimos eucaliptos y de un gran grosor, lo que parece estar íntimamente ligado a la gran antigüedad de los mismos. 

## Historia
No se tienen noticias exactas acerca de la época de la construcción del pazo en su configuración actual, pero se puede aventurar que en lo fundamental se trata de una construcción de los siglos XVII y XVIII, aunque se base en una edificación anterior y tenga elementos de épocas posteriores. En un inventario de los bienes de su propietario, realizado en 1771 ya se habla de la Casa y Pazo de San Pantaleón. Lo que es muy probable es que se produjese aquí un fenómeno bastante común en este tipo de edificaciones: partiendo de una torre originaria medieval, se van construyendo dependencias adosadas a la misma de forma paulatina, hasta que en un momento determinado, propiciado por la existencia de medios económicos que lo permiten y la moda arquitectónica al uso, se le dota de elementos ornamentales peculiares.
Tal sería el caso de la gran escalera de acceso, de la monumental chimenea del salón principal (desmontada y trasladada por sus últimos dueños), así como su espectacular artesonado (lamentablemente irrecuperable en la restauración por su grado de deterioro) formado por grandes casetones rematados en el centro por una piña natural. Sin embargo, se sabe que el origen del actual pazo es la construcción que se realiza a mediados del siglo XV como consecuencia de la concesión de un foro por el Abad del Monasterio de San Martín de Santiago de Compostela del coto de San Pantaleón con su jurisdicción civil y criminal a la familia Díaz de Andrade. Los primeros señores de San Pantaleón das Viñas fueron el valeroso Capitán Don Rodrigo Díaz de Andrade, que participó en la reconquista de Granada y su mujer la Beata Constanza de Castro, enterrada en el convento de San Francisco de Vivero, pues eran también señores del coto de Silán (Muras, Vivero). Al casarse uno de los herederos con la titular del Pazo y Casa de la Misericordia de Vivero, a mediados del siglo XVII, se produce un fenómeno similar al que tiene lugar en Mariñán: comienza a designarse la casa con el nombre sonoro e identificativo del título de sus dueños. En Mariñán se hablará del Pazo de Láncara por ser sus dueños señores de Láncara (Lugo) y en San Pantaleón se conocerá la casa con el nombre de Pazo o Casa de la Misericordia. La sucesión en el foro y luego en el mayorazgo pasa a los López de Andrade y a los Fajardo de Andrade, hasta que la última propietaria con este apellido, Gertrudis Fajardo de Andrade contrae matrimonio con su primo Juan Antonio Bermúdez de Castro y Fajardo de Andrade en los albores del siglo XVIII. Con la entrada del apellido Bermúdez de Castro se inicia una época de más de dos siglos que conocerá el esplendor y la decadencia del pazo.
El mayor esplendor de la casa y pazo de San Pantaleón das Viñas (el nombre de pazo de Montecelo es relativamente reciente) coincide con la época en la que es Señor de la misma José María Bermúdez de Castro y Pardo. Nacido en Vivero en 1799, reforma, moderniza y revoluciona la explotación de sus propiedades en San Pantaleón: rentabiliza la producción de los molinos de Puente Lambre, conocidos también como de la Misericordia, del rey, o de Bermúdez, reformando el sistema motor de las muelas; repara, mejora y cerca el pazo; manda plantar árboles exóticos, introduce el cultivo de los espárragos y de otras especies poco comunes; introduce el guano como abono, etc. Casado en 1817 con María del Carmen Mosquera y Ribera, son padres del ya citado Francisco (el “Paco” de los jardines). A la muerte de este y de su mujer, Aurelia, reparten su patrimonio entre sus dos hijos, entrando en una fase de franca decadencia: a Gerardo le corresponde Mariñán y a Ricardo Montecelo. El primero muere soltero y el segundo, a pesar de su matrimonio con Doña Amparo Navia-Osorio y Sánchez-Arjona, hija de los VI Marqueses de Ferrera, muere sin descendencia. El conocido destino de Mariñán es su donación para beneficencia a la Diputación Provincial de La Coruña, y Montecelo pasa a manos de una sobrina de la mujer de Ricardo, Amparo Quiroga y Navia-Osorio, que no era del todo ajena a la familia Bermúdez de Castro, pues una hermana de su tatarabuelo, Juan José Pardo de Guevara y Vaamonde, Dolores, fue señora de San Pantaleón por su matrimonio con Gaspar Bermúdez de Castro. Esta Amparo contrajo matrimonio con Jorge Quiroga García del Hoyo, del linaje del marido de la condesa de Pardo Bazán, y tuvieron como hija y heredera del pazo de Montecelo a Amparo Quiroga y Quiroga que, a su vez, contrajo matrimonio con el general Gonzalo de Vargas y Fernández de Córdoba. Esta última propietaria por herencia, Amparo Quiroga, transmitió la propiedad del Pazo a la Entidad Lambre S.A., vinculada al Opus Dei, que ha procedido a la completa rehabilitación del edificio.

## Actualmente
Esta entidad tiene cedidas en arrendamiento todas las instalaciones a la Asociación Cultural Montecelo, que organiza actividades culturales y formativas, desde una perspectiva cristiana, encomendadas a la Prelatura personal del Opus Dei. En el edificio del Pazo tienen lugar convivencias y cursos de formación tanto para hombres como para mujeres y en los terrenos que enfrente del Pazo rodean el edificio románico de la Iglesia Parroquial, tienen lugar, desde hace más de 25 años, los ya conocidos Campamentos Montecelo donde se desarrollan actividades de verano dirigidas a los más jóvenes y en los que han participado centenares de estudiantes de Galicia y de fuera de la Comunidad Autónoma.